# Щербина Іван Васильович
Іван Васильович Щербина (10 (23) липня 1916, Яровицьке — 29 серпня 2008) — радянський офіцер, Герой Радянського Союзу.

## Біографія
Народився 10 (23 липня) 1916 року в селі Яровицькому (нині в межах села Берестового Бердянського району Запорізької області) в селянській родині. Українець. У 1935 році закінчив два курси індустріального робітфаку в місті Маріуполі. Працював гірничим на заводі «Азовсталі».
У Червоній Армії з 1935 року. Навчався в Одеському піхотному училищі, по закінченні якого у званні лейтенанта був призначений командиром взводу у 20-ту гірнострілецьку дивізію у Ленінакані. В 1939 році переведений в осетинське місто Сталінірі (тепер Цхінвалі). Член ВКП(б) з 1941 року.
З початком німецько-радянської війни був направлений в Іран, а потім відряджений у Військову академію імені Фрунзе, де до 1942 року навчався за прискореною програмою. З травня 1942 року воював на Північно-Кавказькому фронті у складі 3-ї окремої повітряно-десантної бригади. Був помічником начальника, а потім і начальником оперативного відділення штабу.
Начальник штабу 310-го гвардійського стрілецького полку (110-я гвардійська стрілецька дивізія, 49-й стрілецький корпус, 53-тя армія, 2-й Український фронт) гвардії підполковник Іван Щербина в ніч на 5 квітня 1944 року вміло організував вогневе прикриття переправи полку через річку Дністер північніше молдавського міста Дубоссар, при відносно малих втратах.
Після форсування Дністра оперативно забезпечив надійне управління підрозділами полку і особисто керував боями за утримання і розширення плацдарму на правому березі Дністра. 6 квітня 1944 року, перебуваючи в бойових порядках, вміло відбив контратаки противника, незважаючи на його кількісну перевагу. Після чого підняв у наступ два стрілецьких батальйони, і ворог був відкинутий від зайнятого радянськими воїнами кордону.
До звання Героя Радянського Союзу був представляений у квітні 1944 року, проте нагороду не отримав.
25 листопада 1944 року в Угорщині був важко поранений. Лікувався у госпіталі у Тбілісі, звідки виписався у квітні 1945 року.
Після війни продовжував службу в армії. У 1952 році отримав чергове військове звання полковника. Обіймав посаду начальника відділу будівельного управління Прикарпатського військового округу. З 1963 року в запасі. Жив у Львові. Викладав у Львівському зооветеринарному інституті, а потім у політехнічному інституті, в якому пропрацював 18 років.
Працюючи над нарисом про Щербину, журналіст львівської газети «Слава Родины» Віталій Березовський знайшов у райвійськкоматі в його справі копію про представлення до звання Героя Радянського Союзу. Указом Президента СРСР від 5 травня 1991 року за мужність і героїзм, проявлені в боротьбі з німецько-фашистськими загарбниками, гвардії полковнику у відставці Щербині Івану Васильовичу присвоєно звання Героя Радянського Союзу з врученням ордена Леніна і медалі «Золота Зірка» (№ 1 1652).
Нагородження відбулося, у Георгіївському залі Кремля за день до чергової річниці Перемоги. Наступного дня Іван Васильович взяв участь у Параді Перемоги на Красній площі у колонах Героїв Великої Вітчизняної війни.
20 серпня 2001 року, з нагоди 85-ї річниці від дня народження, Указом Президента України Л. Кучми, полковнику Щербині присвоєно звання генерал-майора, як члену ради ветеранів 24 мотострілецької дивізії Західного оперативного командування.
Помер 29 серпня 2008 року. Похований в Києві на Байковому кладовищі.

## Нагороди
Нагороджений орденом Леніна, орденом Червоного Прапора, двома орденами Червоної Зірки, орденами Вітчизняної війни 1-го і 2-го ступеня, медалями.